# Charlotte Eifler
Charlotte Eifler (* 1986 in Rostock) ist eine deutsche Künstlerin und Regisseurin. Sie unterrichtet als Professorin für Mixed Realities im Studiengang Medienkunst an der Staatlichen Hochschule für Gestaltung Karlsruhe.

## Leben
Eifler studierte Theater und Medienwissenschaften in Bayreuth und Berlin und Expanded Cinema an der HGB Leipzig. Danach besuchte sie eine Klasse der Fotografie an der Kunstakademie Düsseldorf und war bis April 2016 an der Universität der Künste Berlin.
Ihre Filmarbeiten beschäftigen sich mit Repräsentationskritik und Zukunftsvisionen. Eifler bekam bereits mehrfach Stipendien, so war sie 2017 in den Künstlerhäusern Worpswede, 2016 in Athen, 2015 und 2017 in den Uferstudios Berlin, in Moskau, bei der Rosa Luxemburg Stiftung 2014 und im Instituto de Bellas Artes y Literatura in Mexiko-Stadt 2012.
Sie ist Teil der Netzwerke unlearning canon _ intersectional teaching in Art & Design, Digital Critique, feat.fem, FACES – gender,art,technology und G-Edit.

## Projekte
Das von der Kulturstiftung des Bundes geförderte künstlerische Langzeitprojekt „Breaking the Spell“ fand 2022 in Leipzig, München, Warschau und Gent statt. Agata Siniarska, Kate McIntosh, Samara Hersch, Lina Majdalanie und Ivana Müller bildeten temporäre Künstlerinnenresidenzen mit jeweils lokalen Künstlern, in denen gemeinsam Projekte und Performances entwickelt wurden.
Eifler war an der ersten Station „Leipzig“ beteiligt und zeigte am 29. März 2022 ihr Programm „Their eyes all wet“.
Im Rahmen des Programms Embrace 2022, einer nomadischen Plattform für interdisziplinären kulturellen und künstlerischen Austausch zur Förderung der geschlechtlichen Gleichberechtigung in Europa, führte Eifler am Donnerstag, 21. April 2022 während eines Abends in der Kinemathek Karlsruhe ein Künstlergespräch zum Thema post-digitaler Welten aus einer queeren beziehungsweise feministischen Perspektive.
Auf der Pochen Biennale 2022 in Chemnitz machte Eifler in einer Installation die unzähligen vom Internationalen Gerichtshof in Den Haag dokumentierten Traumata aus den Kriegsgräueln des Bosnienkrieges mit vielen grauen Pünktchen um eine eigentlich unsichtbare Datenwolke sichtbar.

## Lehre
Charlotte Eifler lehrt in der Fachgruppe Medienkunst an der Staatlichen Hochschule für Gestaltung in Karlsruhe.

„[Sie] arbeitet an der Schnittstelle von Film, Sound und Technologie. In ihren Arbeiten befragt sie die Politik der Repräsentation, Abstraktion und Berechnung. Mit einem Fokus auf feministischen Ansätzen und Elementen der Science Fiction erforscht Eifler Prozesse der Bildproduktion und Imaginationen alternativer Zukünfte.“

## Ausstellungen
Eiflers Werke wurden ausgestellt im Museum Folkwang Essen, beim Digital Art Festival Athen, im Chaos Computer Club, im Haus der Kulturen der Welt Berlin, im Grassi Museum Leipzig, Dokfest Kassel, FFT Düsseldorf, Galerie für zeitgenössische Kunst Leipzig, Literaturmuseum in Tiflis, Etashi St. Petersburg, SIGGRAPH Congress Los Angeles, Staatliche Kunsthalle Baden-Baden, ISCP New York und IMPAKT Utrecht.

## Stipendien
- 2012: Instituto Nacional de Bellas Artes y Literatura, Mexiko-Stadt[13]
- 2014: Rosa-Luxemburg-Stiftung, Moskau[13]
- 2018: Baldreit Stipendium, Baden-Baden[14]
- 2018: Recherchestipendium Bildende Kunst, Berlin[15]
- 2019: KdfS Stiftung, New York[13]

## Links
- Literatur von und über Charlotte Eifler im Katalog der Deutschen Nationalbibliothek
- Film: "Feminism is a browser" + Gesprächsrunde mit Charlotte Eifler. In: burg-halle.de..